# Interpipe Group
Interpipe Group, ou simplement Interpipe, est une société industrielle ukrainienne produisant des tubes en acier et de roues de chemin de fer pour le marché mondial. Le siège social et les installations de production d'Interpipe sont situés dans l'oblast de Dnipropetrovsk en Ukraine. Le réseau de bureaux de vente couvre l'Ukraine, la CEI, le Moyen-Orient, l'Amérique du Nord et l'Europe.
En 2020, Interpipe a vendu 469 900 tonnes de tubes et 192 400 tonnes de produits ferroviaires. La production d'acier en interne s'élevait à 759 000 tonnes.

## Histoire
Le 6 juin 2013, l'aciérie Interpipe a fondu sa millionième tonne d'acier, 15 mois seulement après le lancement de l'installation.
Interpipe a commencé à fournir de l'acier au marché des Émirats arabes unis (EAU) au début des années 2000, avec jusqu'à 16 % des ventes mondiales provenant de cette région. Début 2016, la société a déposé sa marque aux Émirats arabes unis.
Toujours en 2016, Interpipe a achevé une mise à niveau de 16,2 millions de dollars des installations de Dnipro en mettant l'accent sur l'augmentation de la production et des produits liés au chemin de fer.
À la mi-2016, la société a annoncé son intention d'étendre sa présence commerciale au Qatar.
Attribué un contrat à long terme en 2016, en 2017, Interpipe a livré une première commande de 3 000 roues à la Saudi Railways Organization (SRO).
En 2017, dans le but de lutter contre la contrefaçon de produits sidérurgiques, Interpipe a introduit un service de vérification en ligne que les clients peuvent utiliser pour authentifier leurs produits sidérurgiques.
Toujours en 2018, Interpipe a démarré l'exploitation pilote d'une nouvelle ligne de finition de tubes chez Interpipe Niko Tube à Nikopol. L'entreprise a investi environ 8 millions de dollars dans la construction de la ligne.
En 2019, Interpipe a certifié le raccordement affleurant premium exclusif - Interpipe UPJ-F - pour la conformité à la norme internationale ISO 13679 CAL IV (Connection Application Level).
En 2020, Interpipe a développé une nouvelle connexion Intrepid-SP pour le marché américain. La Société a également réalisé la première livraison de roues ferroviaires voyageurs pour les trains à grande vitesse de l'opérateur ferroviaire national allemand – Deutsche Bahn.

## Produits
L'entreprise fournit une large gamme de produits tubulaires conformes aux normes  API 5L, API 5CT, ASTM, EN (DIN), GOST et aux spécifications du client,,.
Depuis 2018, Interpipe a commencé à produire ses propres joints premium et semi-premium (sous le nom de Ukrainian Premium Joint, UPJ) pour les tubes OCTG répondant à la norme ISO 13679 de niveau CAL II et CAL IV.
Les produits ferroviaires sont certifiés conformément à IRIS, AAR M-1003 et aux exigences des principaux opérateurs et associations ferroviaires tels que Deutsche Bahn, PKP, les chemins de fer ukrainiens, l'Association des chemins de fer américains. Interpipe produit plus de 250 types de roues, pneus, essieux et essieux montés pour locomotives ainsi que le transport de passagers et de marchandises. Les produits ferroviaires destinés aux principaux marchés d'exportation sont fournis sous la marque KLW.

## Divisions commerciales
Depuis le 1er janvier 2018, Interpipe compte trois divisions opérationnelles : acier, tubes et produits ferroviaires.
La division des produits sidérurgiques comprend les sites de production suivants : Interpipe Steel, Interpipe Vtormet, Lime Factory, ainsi que les départements d'approvisionnement en ferraille et de vente de billettes d'acier. La division est dirigée par Andreï Korotkov, qui occupe actuellement le poste de directeur de l'usine Interpipe Steel.
La Division Produits Ferroviaires comprend l'atelier de laminage des roues et l'usine de production d'essieux d'Interpipe NTRP, ainsi que le service commercial correspondant. Alexandre Garkavij est responsable de la division.
La division tubulaire comprend les ateliers de laminage de tubes d'Interpipe Niko Tube (sites de production de Dnipro et Nikopol) et Interpipe NMPP (Novomoskovsk), ainsi que les départements de vente de tubes. Vera Smal a été nommée directrice de la division tube.